# William Boyce (jornalista)
William Dickson "W. D." Boyce (Plum, 16 de junho de 1858 – 11 de junho de 1929) foi um jornalista americano, empresário, editor de revistas e explorador. Ele foi o fundador da Boy Scouts of America (BSA) e o de curta duração Lone Scouts of America (LSA). Nasceu no Condado de Allegheny, Pensilvania, Estados Unidos, ele adquiriu um amor para o ar livre no início de sua vida. Depois de trabalhar como professor e mineiro de carvão, Boyce participou na Wooster Academy em Ohio antes de mudar para o Centro-Oeste e Canadá. Um empresário astuto, Boyce estabeleceu com êxito vários jornais, como The Commercial em Winnipeg, Manitoba, Canadá.